# Урбисалья
Урбиса́лья, Урбизалья (итал. Urbisaglia) — коммуна в Италии, располагается в регионе Марке, в провинции Мачерата.
Население составляет 2772 человека (2008 г.), плотность населения составляет 126 чел./км². Занимает площадь 22 км². Почтовый индекс — 62010. Телефонный код — 0733.
Покровителем коммуны почитается святой Георгий, празднование 23 апреля.

## Демография
Динамика населения:

## Администрация коммуны
- Официальный сайт: http://www.urbisaglia.sinp.net